# Locomotiva FS 554
La locomotiva FS 554 era una locomotiva a vapore con tender a vapore saturo, con rodiggio 2-2-0, a 2 cilindri a doppia espansione delle Kaiserlich-königliche österreichische Staatsbahnen (KkStB, in italiano "Ferrovie statali Imperial-regie austriache") acquisita dalle Ferrovie dello Stato italiane come preda bellica.

## Storia
Il gruppo di locomotive FS 554 fu costituito da una sola locomotiva ex-kkStB 106 delle ferrovie imperial-regie austriache costruita, nel 1902, per l'effettuazione di treni viaggiatori dalla fabbrica di Wiener Neustadt incorporata nel parco delle Ferrovie dello Stato in seguito alla fine degli eventi bellici della prima guerra mondiale. Ebbe vita piuttosto breve in quanto risulta accantonata nel luglio del 1923

## Caratteristiche tecniche
La locomotiva aveva la classica impostazione di fine secolo XIX per treni viaggiatori veloci; con rodiggio 2-2-0, ruote motrici di grande diametro adatte a raggiungere velocità senza un eccessivo (e deleterio per l'usura) movimento alternativo dello stantuffo motore e carrello anteriore biassiale di guida per una inscrizione decisa nelle curve e tender separato. La caldaia forniva vapore saturo ed era tarata a 13 bar. Per migliorare il prelievo di vapore quanto più secco possibile aveva la classica caratteristica a due duomi collegati delle locomotive austriache.  Il motore a 2 cilindri a doppia espansione azionava, mediante biella motrice, il primo dei 2 assi motori a loro volta accoppiati mediante biella di accoppiamento.
Le locomotive avevano il sistema di frenatura a vuoto incompatibile con buona parte del materiale rotabile italiano.